# 群馬県道16号大胡赤城線
群馬県道16号大胡赤城線（ぐんまけんどう16ごう おおごあかぎせん）は、群馬県前橋市堀越町から同市富士見町赤城山を結ぶ県道（主要地方道）である。

## 概要
粕川・荒砥川の川筋に沿って赤城山南斜面を登る経路である。奥地の赤城温泉入口から先は屈曲した山道を登り続け、牛石峠からは火口湖の小沼湖畔を経て終点へ至る。
車線数は起点から同市三夜沢町（赤城神社参道）までは2車線、そこから終点までが1 - 1.5車線となっている。舗装は完了しているが、三夜沢町以北の狭隘区間は急峻な勾配と見通しの悪い急カーブが続くため、大型車は通行不能である。赤城温泉 - 小沼間は寒冷・積雪区間であり、冬期閉鎖となる。

### 路線データ
- 起点：前橋市堀越町（群馬県道34号渋川大胡線交点〈堀越町交差点〉）
- 終点：前橋市富士見町赤城山（群馬県道70号大間々上白井線交点）
- 重要な経過地：勢多郡宮城村[注釈 1]

## 歴史

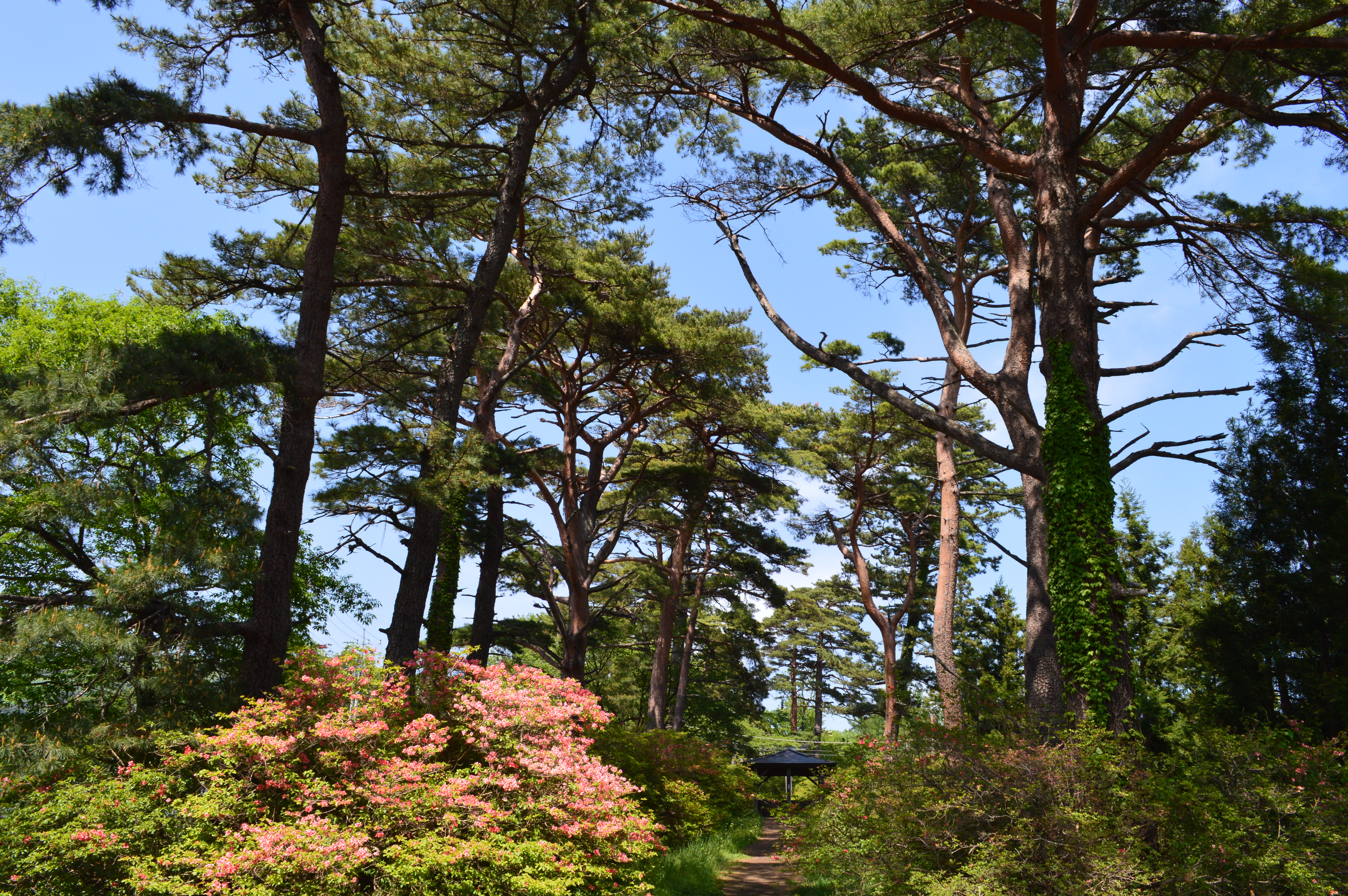
赤城神社参道

- 1920年（大正9年）8月1日：群馬県告示第89号により、勢多郡大胡町（現・前橋市） - 同郡宮城村大字三夜沢（現・前橋市三夜沢町）赤城神社間が「大胡赤城線」として県道認定される。
- 1959年（昭和34年）9月18日：群馬県より現・道路法に基づき、前身にあたる県道赤城大胡線（勢多郡富士見村大字赤城山 - 同郡宮城村 - 同郡大胡町、整理番号13）として路線認定される[1]。
  - 県道再認定により赤城神社以北が延長指定され、赤城温泉を経て、勢多郡富士見村（現・前橋市富士見町赤城山）の県道大間々子持線（現・大間々上白井線）交点まで延伸。この時、前橋営林局（当時）管轄の林道区間・約7kmをも編入。赤城山頂への登山道路の一つとなったが、現在に至るまで通年通行は不能。
  - 同時に、前身路線にあたる旧・県道大胡赤城線（勢多郡大胡町 - 同郡富士見村大字赤城山、整理番号48）が路線廃止される[2]。
- 1968年（昭和43年）- 1972年（昭和47年）：宮城村大字柏倉（現・前橋市柏倉町） - 同村大字三夜沢間は、江戸時代初期に植えられた赤城神社参道の松並木がそのまま県道として利用されていたが、狭隘で拡幅余地がないうえ、自動車交通激化で並木への環境被害も懸念されたため、この期間に並行して西側に新たな2車線バイパスを開削。並木道から自動車を排除して保護を図った。
- 1983年（昭和58年）1月17日：群馬県より県道路線認定に関する告示（昭和34年群馬県告示第324号）の一部が改正され、前身にあたる赤城大胡線（勢多郡富士見村大字赤城山 - 同郡大胡町、整理番号143）から大胡赤城線（勢多郡大胡町 - 同郡富士見村大字赤城山、整理番号66）となる[3]。
- 1993年（平成5年）5月11日：建設省から、県道大胡赤城線が大胡赤城線として主要地方道に指定される[4]。

## 路線状況

### 重複区間
- 群馬県道101号四ツ塚原之郷前橋線（前橋市鼻毛石町 - 柏倉町

## 地理

### 通過する自治体
- 前橋市

### 交差する道路

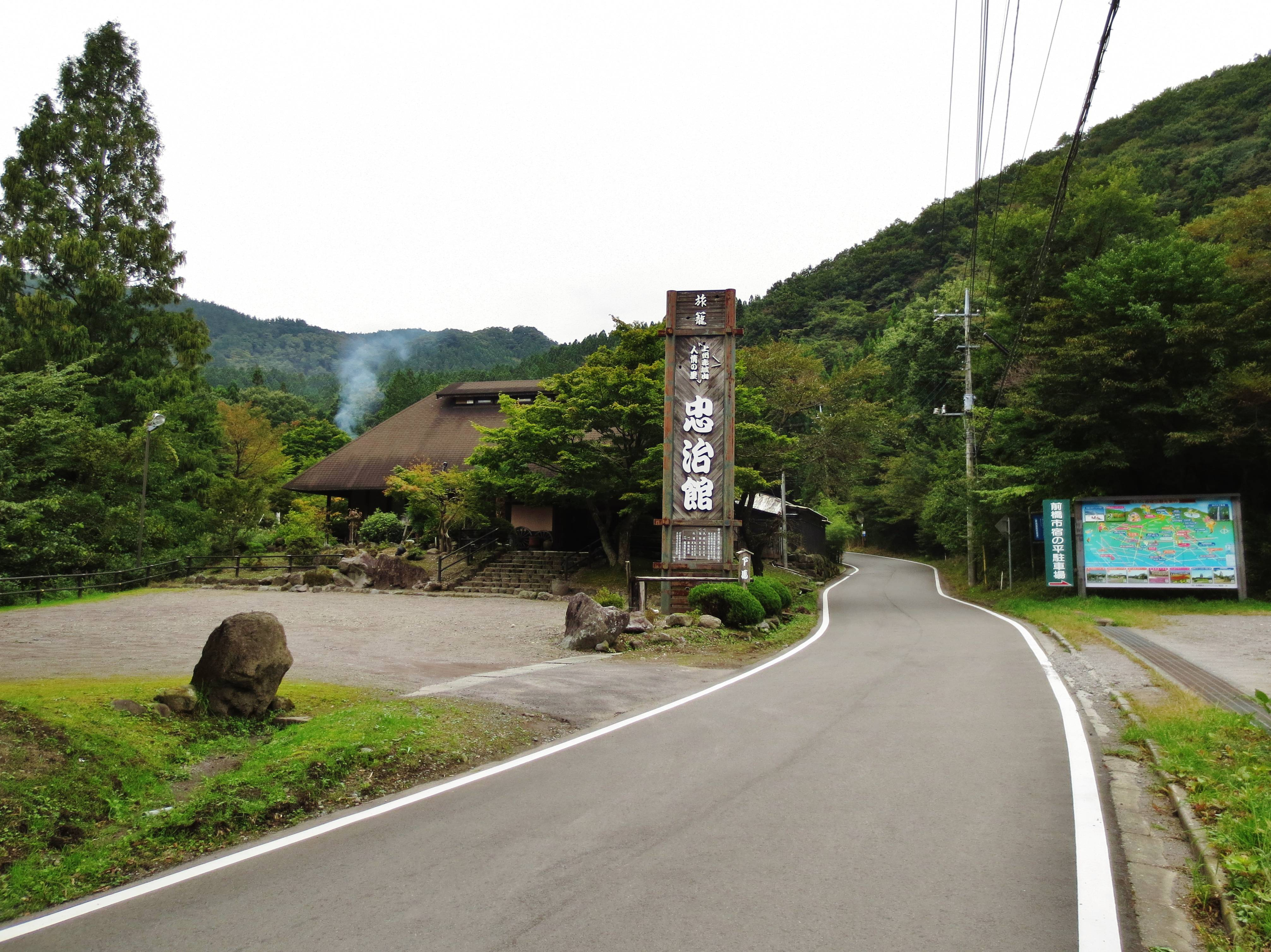
赤城温泉郷・忠治温泉（前橋市苗ヶ島町）

- 群馬県道40号藤岡大胡線・群馬県道34号渋川大胡線（大胡町交差点、起点）
- 群馬県道333号上神梅大胡線（前橋市河原浜町）
- 群馬県道101号四ツ塚原之郷前橋線（前橋市鼻毛石町）
- 群馬県道101号四ツ塚原之郷前橋線（前橋市柏倉町）
- 国道353号（前橋市三夜沢町）
- 群馬県道4号前橋赤城線・群馬県道70号大間々上白井線（終点）